# Hontoria del Pinar
Hontoria del Pinar è un comune spagnolo di 662 abitanti situato nella comunità autonoma di Castiglia e León.